# Dragon Quest - Dấu ấn Roto - Những người kế thừa
Dragon Quest - Dấu ấn Roto - Những người kế thừa (Nhật: ドラゴンクエスト列伝 ロトの紋章 〜紋章を継ぐ者達へ〜, Hepburn: Doragon Kuesuto Retsuden: Roto no Monshō - Monshō o Tsugu Monotachi e (), Anh: Dragon Quest Saga: Emblem of Roto - To the children who inherit the Emblem) là một bộ truyện tranh Nhật Bản được xây dựng bối cảnh và tình tiết dựa trên cốt truyện của bộ ba game Dragon Quest I - II - III (còn gọi là Roto Trilogy hay Erdrick Trilogy). Đây cũng là phần hậu truyện trực tiếp từ manga gốc Dragon Quest - Dấu ấn Roto.
Bộ truyện được minh họa bởi Kamui Fujiwara, biên kịch bởi Jun Eishima (40 chương đầu, từ tập 1 đến tập 4) và Takashi Umemura (những chương còn lại), dưới sự giám sát của Yuji Horii. Truyện được đăng dài kì trên tạp chí seinen manga của Square Enix - Young Gangan, từ 2004 đến tháng Một 2020, với tổng cộng 320 chương và được tập hợp thành 34 tập tankōbon. Phiên bản tiếng Việt của manga được phát hành bởi NXB Kim Đồng, tiếng Pháp bởi Mana Books và  tiếng Ý bởi Star Comics.
Một ngoại truyện ngắn:「ドラゴンクエスト列伝 ロトの紋章～紋章をさらに継ぐ者達へ～」(tạm dịch: Dragon Quest: Dấu ấn Roto – Những người kế thừa tương lai) được ra mắt trên tạp chí Young Gangan số 24, 2022 vào 02/12/2022 (ngày trên bìa 16/12/2022). Tác phẩm này kể câu chuyện về nhân loại trong thời kì hòa bình sau khi Quỷ vương Zoma bị đánh bại; bên cạnh đó là những tháng ngày của Long Vương – người được vị anh hùng giao phó vận mệnh.

## Cốt truyện
Khoảng 7 năm sau phần tiền truyện Dragon Quest - Dấu ấn Roto, những bi kịch mới lại lần lượt giáng xuống Thế Gian: thần chú mất tác dụng ở cả thế giới trên và dưới mặt đất, gọi là "Ngày biến mất"; cư dân thành Ladutorm sau đó cũng tan biến không một dấu vết, ngoại trừ Vương tử Aros-8-tuổi đã mất đi toàn bộ kí ức.
Aros từ đó phải sống nương nhờ vào một băng cướp - những kẻ đã lợi dụng tài năng chiến đấu thiên bẩm của cậu vào những việc bất lương. Còn vương quốc, vì thiếu vắng Đức vua và Triều đình, cũng lâm vào hỗn loạn.
Câu chuyện khai thác hành trình tìm lại những gì đã mất của Aros bên cạnh những người đồng đội, đồng thời khám phá những bí ẩn đằng sau các hiện tượng dị thường, cũng như, bảo vệ thế gian trước những mối hiểm nguy đang âm thầm rình rập.

## Nhân vật

### Nhóm Dũng sĩ mới
- Aros (アロス)
- Lee (リー)
- Bezel (ベゼル)
- Yui (ユイ)
- Leben (レーベン)

### Nhóm Quinzolma
- Mẫu thân/Quinzolma (クインゾルマ)
- Zoma (ゾーマ)
- Ramia (ラーミア)
- Anis (アニス)
- Harold (ハロルド)

## Thông tin các tập

### Phát hành
| #  | Phát hành gốc (Nhật Bản) | Phát hành gốc (Nhật Bản) | Phát hành tiếng Việt | Phát hành tiếng Việt |
| #  | Ngày phát hành           | ISBN                     | Ngày phát hành       | ISBN                 |
| -- | ------------------------ | ------------------------ | -------------------- | -------------------- |
| 1  | 2005-07-25               | 4757514778               | 2023-06-26           | 9786042328562        |
| 2  | 2006-02-25               | 4757516274               | 2023-07-10           | 9786042328579        |
| 3  | 2006-07-25               | 4757517254               | 2023-07-24           | 9786042328586        |
| 4  | 2007-02-24               | 9784757519558            | 2023-08-07           | 9786042328593        |
| 5  | 2007-07-25               | 9784757520509            | 2023-08-21           | 9786042331715        |
| 6  | 2008-02-22               | 9784757522237            | 2023-09-11           | 9786042331722        |
| 7  | 2008-08-25               | 9784757523616            | 2023-09-25           | 9786042331739        |
| 8  | 2009-02-25               | 9784757524996            | 2023-10-09           | 9786042331746        |
| 9  | 2009-10-24               | 9784757527058            | 2023-10-23           | 9786042331753        |
| 10 | 2010-06-25               | 9784757529137            | 2023-11-06           | 9786042331760        |
| 11 | 2010-11-25               | 9784757530751            | 2023-11-20           | 9786042331777        |
| 12 | 2011-06-25               | 9784757532700            | 2023-12-04           | 9786042331784        |
| 13 | 2011-12-24               | 9784757534568            | 2023-12-18           | 9786042331791        |
| 14 | 2012-06-25               | 9784757536340            | 2024-01-08           | 9786042331807        |
| 15 | 2012-12-25               | 9784757538351            | 2024-01-22           | 9786042337618        |
| 16 | 2013-05-25               | 9784757539082            | 2024-02-19           | 9786042339636        |
| 17 | 2013-12-25               | 9784757541818            | 2024-03-04           | 9786042339643        |
| 18 | 2014-04-25               | 9784757542884            | 2024-03-18           | 9786042339650        |
| 19 | 2014-08-25               | 9784757543997            | 2024-04-01           | 9786042339667        |
| 20 | 2014-12-25               | 9784757545120            | 2024-04-15           | 9786042339674        |
| 21 | 2015-04-25               | 9784757546233            | 2024-04-29           | 9786042339681        |
| 22 | 2015-08-25               | 9784757547223            | 2024-05-13           | 9786042339698        |
| 23 | 2015-12-25               | 9784757548411            | 2024-05-27           | 9786042339704        |
| 24 | 2016-04-25               | 9784757549630            | 2024-06-10           | 9786042339711        |
| 25 | 2016-08-25               | 9784757550841            | 2024-06-24           | 9786042339728        |
| 26 | 2016-12-24               | 9784757551916            | 2024-07-22           | 9786042339735        |
| 27 | 2016-12-24               | 9784757551916            | 2024-08-05           | 9786042339742        |
| 28 | 2017-08-25               | 9784757554542            | 2024-08-19           | 9786042339759        |
| 29 | 2017-12-25               | 9784757555600            | 2024-09-09           | 9786042339766        |
| 30 | 2018-04-25               | 9784757556997            | 2024-09-23           | 9786042339773        |
| 31 | 2018-10-25               | 9784757558885            | 2024-10-07           | 9786042339780        |
| 32 | 2019-03-25               | 9784757560697            | 2024-10-21           | 9786042339797        |
| 33 | 2019-08-24               | 9784757562523            | 2024-11-04           | 9786042339803        |
| 34 | 2020-03-25               | 9784757564435            | 2024-11-18           | 9786042339810        |

### Khái quát nội dung
| Tập | Nội dung |
| --- | --- |
| 1   | "Khoảng 7 năm sau phần tiền truyện DẤU ẤN ROTO… Câu chuyện bắt đầu tại một thế giới không còn thần chú. Và rồi, bí ẩn về các hiện tượng dị thường trên thế giới lần lượt xuất hiện…Hành trình của chàng thiếu niên Aros đã đánh mất mọi thứ và kí ức, bắt đầu!!" |
| 2   | "Thiếu niên Aros đánh mất kí ức và tất cả, đã cùng đồng đội tới thành Ladutorm, nơi bắt đầu của mọi biến cố. Sự thật gây chấn động mà họ bắt gặp tại đó là gì!? Cả vận mệnh đang chờ đợi Aros nữa! Mọi thứ sẽ có ở tập 2 của câu chuyện về những con người được đưa đường chỉ lối!" |
| 3   | "Tại Ladutorm, vùng đất khởi đầu, cậu thiếu niên Aros đã lấy lại được kí ức. Đồng thời một phần kí ức thoáng qua về người chị Anis cũng ùa về. Để tìm kiếm người chị Anis bị chia xa, Aros quyết định đến thế giới trên mặt đất. Vận mệnh kinh hoàng đang chờ Aros tại vùng đất Aliahan lạ lẫm là…!? Và biến cố làm thay đổi thế giới cũng dần được hé lộ…!" |
| 4   | "Vận mệnh của Aros đã bắt đầu tại Aliahan trên mặt đất… Đó là cuộc tái ngộ với người chị Anis và sự chia xa đầy chấn động… Anis, viên ngọc và Ramia… Khi bí ẩn đã được hé lộ, câu chuyện lại bước sang một cục diện mới!! Tất cả có trong tập thứ 4 của câu chuyện về những con người được đưa đường chỉ lối!" |
| 5   | "Ray Amland - vùng đất băng giá - thánh địa của Ramia. Để tìm kiếm người chị Anis, Aros cùng đồng đội đã lên đường tới Ray Amland… Và thứ đang đợi cậu thiếu niên ở đó chính là hiện thực tàn khốc và những cuộc tấn công! Sự thật khiến con tim cậu dao động là…!? Tập 5 của câu chuyện về những con người được đưa đường chỉ lối xin được tiếp tục..." |
| 6   | "Việc chứng kiến hành vi tàn nhẫn của Anis ở Ray Amland khiến tình cảm giữa các cô cậu thiếu niên bắt đầu sứt mẻ. Niềm tin… Tình cảm… và thế giới sắp sửa biến mất… Giữa lúc tâm trạng ngổn ngang bởi những nghi ngờ bất an, nhóm Aros đã đặt chân đến làng Tedon. Liệu điều gì đang chờ đợi họ tại đó…!? Sau đây là tập 6 của câu chuyện về những con người được đưa đường chỉ lối..." |
| 7   | "Để tìm kiếm viên ngọc, nhóm Aros đã đến làng Tedon. Tại đây họ bị thích khách, thuộc hạ của Ramia, là Bruno tấn công! Aros và đồng đội phải trải qua trận khổ chiến với kẻ địch có khả năng thao túng xác chết. Và rồi họ biết được mục đích của Anis là gì… Trong hoàn cảnh tuyệt vọng cùng cực, Aros buộc phải đưa ra lựa chọn. Và lựa chọn ấy rốt cuộc là…? Tất cả sẽ có trong tập 7 của câu chuyện về những con người được đưa đường chỉ lối!" |
| 8   | "Trận tử chiến với Bruno, kẻ địch đáng gờm có âm mưu cướp đoạt thần khí khép lại… Và kết quả là sự khởi đầu của hồi sinh và li biệt. Nén lại bi thương, các thiếu niên tiếp tục hành trình tới vùng đất khác. Và “điềm lành” - “điềm gở” đang đợi họ phía trước là…!? Hãy cùng tiếp tục theo dõi tập 8 của câu chuyện về những con người được đưa đường chỉ lối" |
| 9   | "Nhóm Aros được mời tới Vương cung và nắm được vài thông tin về viên ngọc mới cùng một số điều kiện trao đổi. Điều kiện đó rốt cuộc là gì!? Mặt khác, sự thật về “câu chuyện đau khổ không dứt” đằng sau mối quan hệ giữa Ramia và Anis cũng được hé lộ. Câu chuyện về những con người được đưa đường chỉ lối đã bước vào tập 9." |
| 10  | "Cách duy nhất để tiếp cận Anis là phải có được những viên ngọc! Nhóm Aros quyết định tham gia Đại hội Võ thuật của Isis. Liệu họ có thể giành chiến thắng trong khi vẫn chưa thể khắc phục “điểm yếu” và phát huy “tiềm năng” của bản thân…? Đón đọc tập 10 về câu chuyện của những con người được đưa đường chỉ lối!" |
| 11  | "Cuối cùng cũng tới lượt Aros tham gia vòng loại của Đại hội Võ thuật. Aros thể hiện thành quả tập luyện, những tưởng có thể thuận lợi chạm tay tới giải vô địch, song kẻ địch mới khiến họ không thể không cảnh giác. “Phải chiến thắng”. Rốt cuộc câu nói của địch thủ mới mang ẩn ý gì? Kết thúc vòng chung kết, ai sẽ là kẻ chiến thắng? Tập 11 về câu chuyện của những con người được đưa đường chỉ lối với rất nhiều tình tiết mới..." |
| 12  | "Vòng chung kết Đại hội Võ thuật, thời khắc quyết định người thắng cuộc đã tới. Nhưng kẻ địch vô hình đã chi phối toàn bộ, khiến cục diện thay đổi. Cuộc chiến của hội Aros diễn ra trong nghi hoặc. Kết cục sẽ ra sao? Và kẻ địch vô hình rốt cuộc là…? Tập 12 về câu chuyện của những con người được đưa đường chỉ lối sẽ mang về đáp án!" |
| 13  | "Tại nơi cất giữ viên ngọc, Aros và Anis lại một lần nữa gặp nhau. Họ vươn tay để bắt lấy “hi vọng”, nhưng cuối cùng thứ thu về được, chẳng có gì ngoài… Nghi ngờ, hoang mang, phản bội và nóng giận. Đối diện với kẻ thù mạnh áp đảo, các thiếu niên vẫn phải liều mình tiến bước… Mời các bạn đón đọc tập 13 về câu chuyện của những người được đưa đường chỉ lối…" |
| 14  | "Bezel hấp thụ thần khí Lửa. Aros và những người khác cũng nhận thấy ngọn lửa phát ra từ Bezel mang sức mạnh cường đại ra sao. Còn Harold, vì ham muốn sức mạnh nên đánh cắp thần khí Sấm Sét và biến mất. 4 viên ngọc đã về tay “mẫu thân”. Ramia hấp thụ sức mạnh từ chúng và trưởng thành, còn lâu đài Ladutorm bị giam cầm trong ngục tù thời gian thì…!? Và lí do khiến Ramia đánh mất niềm tin với “mẫu thân” là…!? Câu chuyện của những người được đưa đường chỉ lối đã bước sang tập 14…" |
| 15  | "Để tìm kiếm manh mối về viên ngọc đỏ, Aros và đồng đội quyết định lên đường đến Romaria, vùng đất đang diễn ra chiến sự. Chứng kiến cuộc chiến giữa Romaria, Portoga và Ejinbea, họ nhận ra tranh chấp giữa người với người vô nghĩa biết chừng nào. Trong khi đó, Isari và Yaruba lại tiến về “Thánh địa Chukuchi” sau khi nhận được thông báo thần khí Thủy Triều đang ở đó. Và rồi họ phát hiện ra chân tướng của “Ngày biến mất” xảy ra 5 năm về trước. Harold đánh cắp thần khí Sấm Sét và bỏ đi, nay đã về dưới trướng “Mẫu thân”. Dù đã hơn 100 năm trôi qua nhưng “Mẫu thân” vẫn thèm khát sức mạnh của thần khí, rốt cuộc mục đích của bà ta là gì!? Tập 15 về câu chuyện của những người được đưa đường chỉ lối đang chờ bạn khám phá…" |
| 16  | "Để tìm hiểu về cột sáng bí ẩn xuất hiện 5 năm trước, ông Fan đã một mình lên đường tới vùng đất Baharata. Kẻ đang chờ ông phía trước là rồng thủ hộ của viên ngọc bạc, Sylvia. Ông Fan sắp sửa chạm tới chân tướng của “sự méo mó” đang xảy đến với thế giới, song…!? Trong khi đó, Aros lại tới vùng chiến sự Romaria để tìm kiếm tung tích viên ngọc đỏ, tại đây, cậu gặp gỡ nữ vương Zeranium trẻ tuổi. Các vị vua phải tới tòa tháp Shanpani để chấm dứt chiến tranh giữa 3 nước. Nhưng quyết định sáng suốt của họ vấp phải sự phản đối của đô đốc Portoga là Dacosta. Mời các bạn đón đọc tập 16 về câu chuyện của những người được đưa đường chỉ lối…" |
| 17  | "Tam vị quân vương của Romaria, Portoga và Ejinbea đang tề tựu tại tòa tháp Shanpani. Trong lúc 3 quốc gia chuẩn bị bắt tay làm hòa với điều kiện phong ấn bom ma khắc thì Harold bất ngờ tấn công. Aros một mình ở lại ứng chiến, nhưng Harold nay đã khác xưa khiến cậu gặp không ít khó khăn. Lee và đồng đội cùng 3 vị vua lên tàu bay đến khu vực khai thác ma thạch nhằm chặn đứng âm mưu cướp bom ma khắc của Dacosta và quân Portoga. Nhưng khi đến nơi, họ lại thấy Dacosta bị thương nặng và con quái vật “Bomagra” sinh ra từ bom ma khắc đang chờ sẵn!! Trong khi đó, Isari và Yaruba thẳng tiến về Jipang, chuẩn bị giành lấy thần khí Thủy Triều. Mời các bạn đón đọc tập 17 của câu chuyện về những con người được đưa đường chỉ lối."                                                                                                  |
| 18  | "Rốt cuộc Aros cũng biết được tung tích của viên ngọc tím cuối cùng đang nằm trong tay Long vương ở thế giới dưới lòng đất. Sau khi đặt chân tới thế giới dưới lòng đất, đập vào mắt Aros là thành phố Melkido - Xưa kia phồn hoa biết mấy, vậy mà giờ chỉ còn là một vùng đất điêu tàn. Tại đó, Aros và đồng đội bị quái vật đột kích, và người cứu họ không ai khác chính là Long vương, thống lĩnh của đám quái vật dưới lòng đất. Một trận chiến kịch liệt đã nổ ra giữa hai phe quái vật của Long vương và Quinzolma. Trận tử chiến tranh giành viên ngọc cuối cùng, âm mưu của Long vương, một số thần chú quay trở lại và viên ngọc ánh sáng lấy ra từ lâu đài Ladutorm…!! Phải chăng vẫn còn một hi vọng cho thế giới dưới lòng đất hỗn loạn này!? Tập 18 về câu chuyện của những con người được đưa đường chỉ lối sẽ mở ra nhiều bất ngờ... " |
| 19  | "Dũng sĩ Aros bắt đầu tu luyện ở chỗ Long vương. Tại lâu đài của Long vương, cậu chạm trán với đám ma quỷ, oán niệm của Đại Ma vương Zoma và Shid!! Sau những cuộc chiến đó, Aros bứt phá lên một tầm cao mới với thân phận Dũng sĩ… Trận chiến với Anis, người chị gái bị Quinzolma xúi giục, đang ngày một đến gần!? Trong khi đó, nếu muốn lôi thần khí lửa ra khỏi cơ thể Bezel thì bản thân cậu ta phải thức tỉnh thân phận Hiền vương. Thế là Poron và mọi người phải lên đường đến vùng đất Su của Hiền giả Quadal để tìm kiếm manh mối về Hiền giả. Và tại đây, họ trông thấy bóng dáng tòa tháp Ảo ảnh!? Tập 19 về câu chuyện của những người được đưa đường chỉ lối đang chờ bạn khám phá...!" |
| 20  | "Sau cùng Poron, Lebel và Bezel cũng đến được tòa tháp Ảo ảnh… Leben và Bezel lạc vào một mê cung ở chiều không gian khác trong tòa tháp và bị ép phải tập luyện trở thành Hiền vương. Liệu rằng Tân Hiền vương có thể bình an xuất hiện và thoát khỏi mê cung này hay không!? Trong lúc đó, Harold đã đến Jipang hòng cướp viên ngọc, sự tàn nhẫn của hắn đã đẩy Jipang vào tình thế hiểm nghèo. Isari dũng cảm đứng ra đối đầu với kẻ tráo trở Harold, quyết tâm làm tròn bổn phận của mình. Xin gửi đến các độc giả tập 20 về câu chuyện của những người được đưa đường chỉ lối...!" |
| 21  | "Harold tấn công Jipang nhằm đoạt lấy thần khí Thủy Triều. Khung cảnh hiện ra trước mắt Isari khi cậu đang cận kề cái chết là hình ảnh Bezel sau khi thức tỉnh sức mạnh Hiền vương! Ông Fan và Yao gặp gỡ chim thần Ramia tại dị thế giới, và họ nhận ra đó là thế giới bên trong quả trứng Ramia. Còn Lee, trong lúc lên đường tìm kiếm ông Fan, đã nhận ra con quái vật cường đại ở vùng đất Baharata đang bảo vệ “thứ gì đó”. Anis sau khi sở hữu sức mạnh sấm sét đã xâm nhập thành Ladutorm để hoàn tất quá trình tu luyện! Mời các bạn cùng tiếp tục với tập 21 của câu chuyện về những con người được đưa đường chỉ lối." |
| 22  | "Để chuẩn bị cho cuộc chiến sắp tới, Aros đã luyện tập miệt mài dưới sự chỉ dẫn của Long vương, sau đó bắt tay với Shilshil và Mishil khiêu chiến với Long vương. Trong khi đuổi theo ông Fan tới vùng đất Baharata, Lee một lần nữa chạm trán kẻ thù không đội trời chung Gud. Lee đã phải trải qua trận khổ chiến vì Gud giờ đây đã có trong tay sức mạnh của ma thạch. Yao ở thế giới trong gương, sau khi quan sát tình hình đã quyết định hành động một cách liều lĩnh…! Cùng lúc đó, sức mạnh thật sự đang bị phong ấn của Lee bỗng dưng bộc phát!!! Tại thế giới trong gương, Quinzolma hiện hình trước mặt Alan và Asteea, tình thế trở nên vô cùng cam go!! Hãy cùng bước vào tập 22 đầy kịch tính của câu chuyện về những con người được đưa đường chỉ lối."                                                                                 |
| 23  | "Hai cuộc chiến đã diễn ra trên võ đài trong tòa thành của Long vương! Dũng sĩ Aros đối đầu Anis đang bị bóng tối nhấn chìm! Long vương cai trị Alefgard đối đầu Rồng Thủ hộ. Cuộc chiến tranh giành viên ngọc đang đi tới hồi kết. Màn đối đầu khốc liệt giữa Aros và Anis sẽ đi về đâu…!? Trong khi đó Quinzolma đã hoàn toàn khống chế Ramia, thế giới đang nằm trong tay ả, không thể chống đỡ! Mời các bạn theo dõi tập 23 của câu chuyện về những con người được đưa đường chỉ lối." |
| 24  | "Sau khi chiếm được toàn bộ 6 viên ngọc, Quinzolma chính thức tái sinh tại thế giới này. Mục đích của ả chính là 'phục hưng đế quốc do Zoma cai trị'...! Nhóm Aros đứng ngồi không yên, quyết định trở về thế giới trên mặt đất. Chiến trường sắp tới chuyển đến Aliahan. Kẻ xuất hiện tại vùng đất từng là chiến trường năm xưa chính là Quân sư - Tân Thú vương Gunon và Tứ Thiên vương của hắn!! Chưa kể đến một nữ quái vật mang hình hài quen thuộc… Một cuộc chiến mới lại bắt đầu…! Rất nhiều tình tiết mới có trong tập 24 của câu chuyện về những con người được đưa đường chỉ lối." |
| 25  | "Quinzolma hoàn toàn hồi phục, thế giới bỗng xuất hiện một thứ gọi là “rễ cây”. Nó hấp thụ bừa bãi các loài sinh vật rồi lại sinh ra những quái vật mới, gây tổn hại nặng nề cho Aliahan. Đón đầu nhóm Aros chính là Tứ Thiên vương do Thú vương Gunon đã tái sinh cầm quân!! Người dân Aliahan rất hổ thẹn vì quá khứ từng quay lưng với Dũng sĩ Arus, nên lần này họ quyết tâm liều mạng để hỗ trợ Aros. Nhận thấy cuộc chiến bắt đầu chuyển hướng, Bezel quyết định đem Thần khí Sấm Sét Shurai đến Jipang cho Isari. Nhưng vết thương do Thần khí Lửa Ouen gây ra cho Isari trước đó vẫn rất nghiêm trọng… Một trận chiến mới lại bắt đầu ở Aliahan!! Xin gửi đến các bạn tập 25 của câu chuyện về những con người được đưa đường chỉ lối." |
| 26  | "Bình nguyên Aliahan trở thành chiến trường khốc liệt. Nhóm Aros phải khổ chiến với Thú vương Gunon, Zolmafiore và đám quái vật được sinh ra không ngừng từ rễ cây. Tại Jipang, Isari đưa Thần khí cuối cùng về Thần tọa giúp toàn bộ thần chú quay trở lại thế gian nhưng một luồng sức mạnh nằm ngoài dự tính phát ra Thần khí, buộc những người bảo vệ Thánh địa Thần khí phải tập hợp tại Thần tọa và cố gắng giao tiếp với Tinh linh. Trong khi đó tại Aliahan, dù đã có thần chú hỗ trợ nhưng Shilshil và Mishil vẫn bị áp đảo bởi số lượng quái vật khổng lồ. Trong tình cảnh ngàn cân treo sợi tóc, cả hai đã đưa ra quyết định… Tất cả sẽ có trong tập 26 của câu chuyện về những con người được đưa đường chỉ lối." |
| 27  | "Trận chiến với Thú vương Gunon và đám quái vật không ngừng được sinh ra từ rễ cây đang ngày càng trở nên khốc liệt tại bình nguyên Aliahan. Long vương dường như đã mất lí trí, Minh vương Gorgona cũng xuất hiện đưa trận chiến tiến đến cao trào. Trong khi đó, Lee bị Thú vương đả thương, Aros cũng mắc bẫy của Gorgona và gục ngã. Tại Thần tọa đã đầy đủ Tam chủng Thần khí, Harold trong hình dạng quái dị đã phá vỡ kết giới và xuất hiện, tấn công Thần tọa. Hiền vương Bezel quyết định dùng Megante để ngăn cản hắn, nhưng…? Quân đội của các quốc gia trên thế giới từng đánh chiếm lẫn nhau nay đã tập trung tại Aliahan. Trận chiến sắp bước sang giai đoạn tiếp theo!! Tập thứ 27 của câu chuyện về những con người được đưa đường chỉ lối đang chờ bạn khám phá."                                                                     |
| 28  | "Aros cộng hưởng mạnh mẽ với Shurai, Tinh linh Sấm sét và thức tỉnh sức mạnh mới. Thần chú mới được xướng lên cùng cái tên của vì sao (Gaia) khiến Gorgona tan xác!! Trong khi trận chiến tổng lực giữa nhân loại và quái vật vẫn tiếp diễn tại Aliahan, Poron với năng lực điều khiển quái vật đã nghĩ ra một kế! Chứng kiến đám quái vật mất ý chí chiến đấu, Quinzolma nổi cơn thịnh nộ, điều khiển đám rễ cây hòng huỷ diệt Aliahan!! Giữa cảnh mọi người đều bỏ chạy tán loạn, Mishil và Shilshil vẫn anh dũng chiến đấu! Sau khi đánh bại Long vương, Thú vương Gunon tiếp tục đối đầu Aros. Một trận chiến mới lại bắt đầu trên vùng đất Aliahan đã sụp đổ…!! Tiếp theo đây là tập thứ 28 của câu chuyện về những con người được đưa đường chỉ lối"                                                                                             |
| 29  | "Cuối cùng Aros và đồng đội đã lĩnh hội thần chú Gaia bằng cách cộng hưởng với các tinh linh. Sau khi tỉnh lại, Shilshil và Mishil cũng từ Romaria hướng tới Aliahan. Nhưng dù đã dùng thần chú Gaia, họ vẫn không thể đánh bại Gunon hùng mạnh…!! Cả đội nằm gục dưới mặt đất, tình trạng vô cùng tuyệt vọng. Lúc ấy, ông Hoimi đã đưa ra một quyết định liều lĩnh!! Cách duy nhất để đánh bại Gunon lại bắt đầu từ một ý tưởng không ai ngờ tới…!! Phần truyện Aliahan đã khép lại trong hào hùng…!! Và sau đây là tập 21 của câu chuyện về những con người được đưa đường chỉ lối." |
| 30  | "Trận quyết chiến tại lục địa Aliahan đã khép lại. Aros mất tích, Anis bất động sau khi sử dụng Astron, song tại thế giới trên mặt đất, Tam vương tuyên bố thắng lợi! Dũng sĩ Arus trở về vương quốc Carmen trong niềm hân hoan. Nhưng sau khi nhận được lời tiên tri “Quinzolma còn sống”, Dũng sĩ Alan, Asteea, chiến binh thần thánh Killa và Yao cũng tập hợp tại thành Carmen. Đang chờ đợi 5 người bọn họ chính là Ma vương Baramos - kẻ thù không đội trời chung - một lần nữa tái sinh!! Và rồi cuộc chiến của các bậc cha chú âm thầm bắt đầu trong thế giới tưởng chừng hòa bình ấy!! Tập thứ 30 của câu chuyện về những con người được đưa đường chỉ lối lại bắt đầu..." |
| 31  | "Ma vương Baramos đã tấn công vương quốc Carmen. Uy lực áp đảo cùng khả năng tái sinh đáng kinh ngạc của hắn khiến các bậc anh hùng rơi vào thế yếu. Trong khi đó, để truy tìm dấu vết của hai Dũng sĩ, Shilshil và Mishil đã tiến vào Shigan, yêu tinh lục địa. Trong khi đó, Lee và Yui phát hiện ra một chuyện quan trọng khi đuổi theo dấu tích của Quinzolma. Để duy trì hòa bình thế giới, mỗi người phải liều mình lao vào cuộc chiến của riêng họ. Mời các bạn cùng tiếp tục theo dõi tập 31 của câu chuyện về những con người được đưa đường chỉ lối." |
| 32  | "Để có được thông tin về Quinzolma đã biến mất, Arus đến nơi của Teeah và được chỉ hướng tới Melkid. Lạ thay, những người ở Melkid đột ngột mất tích. Trong khi đó, Aros quyết định đến chỗ của Minh vương Gorgona sau khi Bezel và Isari ngất xỉu do bị ảnh hưởng từ nhành linh lan. Để cứu những người bị biến dạng trên toàn thế giới, một Dũng sĩ buộc phải hi sinh tính mạng. Tập 32 của câu chuyện về những con người được đưa đường chỉ lối đang chờ bạn khám phá..." |
| 33  | "Thông qua tòa tháp ảo ảnh, Aros đã tận mắt chứng kiến hình ảnh Dũng sĩ Alto và Zoma khi xưa. Theo lời tiên tri của tinh linh Rubiss, hai người họ đã đẩy lui tà thần nhưng do những cảm xúc đen tối trong lòng, Zoma đã có một hành động bất ngờ. Trong khi đó, Teeah - người tạo ra lục địa mới, Sabato - người ấp ủ ý định tái tạo cây thế giới và Tao - người đã hi sinh để đến Minh giới cứu lấy linh hồn Arus, quyết định hành động vì hòa bình thế giới. Liệu họ có tìm được cách ngăn chặn Đại Ma vương đã hồi sinh với cái vỏ rỗng? Tập 33 của câu chuyện về những con người được đưa đường chỉ lối với rất nhiều bước ngoặt..." |
| 34  | "Trận quyết chiến cuối cùng với Đại Ma vương Zoma! Trước sức mạnh áp đảo của hắn, các Dũng sĩ và chiến binh thần thánh lần lượt gục ngã… Trong khi đó, tinh linh Rubiss đã đưa ra một quyết định để chuộc tội. Nhân cơ hội ấy, Đại Ma vương Zoma đã bao phủ thế giới trong bóng tối. Trong bóng tối hư vô, nhân loại không còn cách nào khác ngoài tin vào “hi vọng” và cầu nguyện… Tin tưởng ánh sáng, tin tưởng con người, tin tưởng chính mình… Kết thúc cuộc chiến, điều gì đang chờ đợi các thiếu niên!? Tất cả sẽ được giải đáp trong tập cuối cùng của câu chuyện về những con người được đưa đường chỉ lối." |